# Sucesos de Benagalbón
Los llamados sucesos de Benagalbón ocurrieron durante el Reinado de Alfonso XIII, a raíz de las elecciones generales del 8 de marzo de 1914 y resultaron en la muerte de un guardia civil en Benagalbón, provincia de Málaga (España).
El pueblo de Benagalbón temía que los resultados de las elecciones fueran falseados, como ya había pasado en noviembre de 1911 y noviembre de 1913. Los vecinos se concentraron frente al colegio electoral, que se encontraba protegido por la Guardia Civil, y allí estalló el conflicto tras negarse a firmar el acta del resultado el presidente de la mesa y el alcalde de la localidad. Varios vecinos fueron detenidos, pero al resistirse se produjo un enfrentamiento entre vecinos y la guardia civil que acabó con la muerte del guardia Domingo Almodóvar junto con otros tres guardias heridos y la detención de 58 personas. 
Es conocido que el guardia civil fue decapitado a consecuencia del golpe, lo cual hizo que su cabeza rodara por la gran cuesta de la Calle del Canalizo hacia abajo concluyendo en que un centenar de personas viesen la cabeza rodar abajo durante varios minutos hasta llegar al río. Nadie encontró su cabeza.
Los vecinos detenidos fueron forzados a asistir al entierro del guardia muerto, atados y trasladados a pie a Málaga. Toda la familia de Enrique Roldán, el principal acusado fue detenida, incluida su mujer Dolores Gómez, condenada a muerte junto a su marido. Finalmente se les conmutó la pena a cadena perpetua, debido a las peticiones de amnistía de los republicanos.

## Leyendas
Los sucesos tuvieron repercusión nacional y pasaron a formar parte de la cultura popular, formandose diversas leyendas en torno al suceso. Se cuenta que durante su condena, el homicida murmuraba cosas sin sentido y tenía miedo de ser asesinado. Se cuenta que murió decapitado de manera inexplicable semanas despuésal igual que el guardiacivil. La leyenda popular cuenta que si se visita la cuesta del suceso durante la noche puede oírse el rodar de la cabeza